# Cratere Ormenus
Ormenus è un cratere sulla superficie di Teti.